# Die Peitsche der Pandora
Die Peitsche der Pandora ist ein Dokumentarfilm des Regisseurs Nick Broomfield aus dem Jahr 1996. Der für Dokumentationen mit sexuellen Kontext bekannte Filmemacher begleitet über einen Zeitraum von zwei Monaten den Alltag in einem der bekanntesten BDSM-Studios Manhattans namens Pandora’s Box. 

## Handlung
Neben Interviews mit der Domina Mistress Raven und ihren Kolleginnen kommen mehrere Kunden zu Wort, die sich zu ihren Motiven äußern. Weiterhin zeigt der Film neben dem Einsatz unterschiedlicher Sexspielzeuge auch die individuellen Ausprägungen von BDSM-Sessions in unterschiedlichen Konstellationen. Der Film fokussiert auf die Perspektive der beteiligten Frauen.